# Hunting Season (web série)
Hunting Season (Temporada de Caça em tradução livre) é uma web série estadunidense de tematica gay do genêro comédia-drama criada por Jon Marcus e baseada no popular blog "The Great Cock Hunt", e no livro de mesmo nome publicado pela Kensington Books.
A primeira temporada consiste de oito episódios, cada um com duração entre oito e 12 minutos; e a segunda temporada de quatro episódios com duração entre 21 e 27 minutos. As duas acompanham as aventuras românticas e sexuais de Alex e seu pequeno grupo de amigos na cidade de Nova York.
Em 8 novembro de 2013, um projeto de financiamento coletivo foi lançado no site de crowdfunding Kickstarter para financiar a produção de uma segunda temporada. O projeto foi finalizado com sucesso em 6 de dezembro de 2013, com um total arrecadado de US$ 151,406.

## Enredo
O versátil protagonista Alex é um típico jovem de vinte e poucos anos que vive em Manhattan e dedica seu tempo escrevendo sobre sua vida social, enquanto compartilha momentos com seus amigos e procura entender mais do complicado mundo dos relacionamentos.

## Concepção
Jon Marcus, produtor do aclamado filme Party Monster, teve a idéia de criar uma série baseada na web depois de assistir The Guild. Ele caiu de amores com essa nova forma de contar histórias e depois que se decepcionou com a tendência cada vez maior de redes de televisão dos Estados Unidos de fazer versões de séries de TV feitos em outros países, decidiu sair por conta própria e fazer sua própria web série. 

## Elenco principal
- Ben Baur como Alex (8 episódios)
- Walker Hare como Lenny (7 episódios)
- Jack Ferver como Nick (6 episódios)
- Marc Sinoway como Tommy (6 episódios)
- Jake Manabat como TJ (5 episódios)
- Tyler French como Reese (4 episódios)
- Pressly Coker como Hot Sales Guy (2 episódios)
- Kate Geller como Lizzie (2 episódios)

## Transmissão
A série foi transmitida pela primeira vez na web em 12 de setembro de 2012, inicialmente com três episódios e novos episódios foram disponibilizados todas as quartas até 17 de outubro de 2012. 

## Trilha sonora
Supervisor musical - Grant Pavolka 
| Episódio | Música                                 | Artista                              |
| -------- | -------------------------------------- | ------------------------------------ |
| 1.1      | Days Don’t Fade                        | Lindbergh Palace                     |
| 1.1      | Gold Mine                              | Breanne Düren                        |
| 1.1      | Johnny Hughes                          | Penmanship                           |
| 1.1      | Vice                                   | A&R                                  |
| 1.1      | Shall We Begin                         | El Elle                              |
| 1.1      | My Love Grows In The Dark              | Ssion                                |
| 1.2      | Back to Love                           | Hands Eleven                         |
| 1.2      | Let the Record Go                      | The Mynabirds                        |
| 1.2      | Say So                                 | Allen Stone                          |
| 1.3      | Blonde with U                          | Ssion                                |
| 1.3      | Heat (Filipsson & Ulysses Jam Hot Mix) | Remain & Mlle Caro                   |
| 1.3      | Yummy Boyz (Chew Fu Remix)             | Meital Dohan                         |
| 1.3      | Earthquake                             | Ssion                                |
| 1.4      | Party of the Year (Chris Cox Mix)      | Jipsta featuring Sandy B             |
| 1.4      | I Want You                             | Streetlab & We Stole The Show        |
| 1.4      | Skuddle                                | Chuck Buckett                        |
| 1.4      | Moonsex Cassette                       | Narcisse featuring Avan Lava         |
| 1.4      | Crush                                  | Streetlab & June D featuring Tony TV |
| 1.5      | Downtown                               | Heloise & the Savoir Faire           |
| 1.5      | Fakelove                               | Chuck Buckett                        |
| 1.6      | Look Me Up                             | Julien Funk & The Painted Thief      |
| 1.7      | The Art Teacher & the Little Stallion  | Holopaw                              |
| 1.7      | Someone Out There                      | AKA JK                               |
| 1.7      | Bleeding                               | Penmanship                           |
| 1.7      | Numbers Don’t Lie                      | The Mynabirds                        |
| 1.8      | Psy-Chic                               | Ssion                                |
| 1.8      | Take Care                              | Streetlab featuring Noelle           |
| 1.8      | Radio On                               | Electra                              |
| 1.8      | Get My Money Back                      | Cazwell                              |
| 1.8      | Warm Glove                             | Ssion                                |
| 1.8      | It’s So Intense                        | Gigamesh                             |

## Recepção
A série tem sido comparada com Queer as Folk e Sex and the City em versão moderna. Tem sido alvo de críticas por apresentar nu frontal completo dos personagens.

### Prêmios e indicações

#### Indie Soap Awards
Em 2012, Hunting Season foi indicada a três Indie Soap Awards e ganhou um.
| Ano  | Categoria                         | Indicado(s)        | Resultado |
| ---- | --------------------------------- | ------------------ | --------- |
| 2012 | Melhor elenco (comédia)           | —                  | Indicado  |
| 2012 | Melhor ator (comédia)             | Ben Baur como Alex | Indicado  |
| 2012 | Melhor trilha sonora (toda série) | —                  | Venceu    |

#### LA Webfest Awards
Em 2012, Hunting Season ganhou três prêmios LA Webfest.
| Ano  | Categoria            | Indicado(s)     | Resultado |
| ---- | -------------------- | --------------- | --------- |
| 2012 | Compositor (comédia) | Jake Monaco     | Venceu    |
| 2012 | Produtor (comédia)   | Jon Marcus      | Venceu    |
| 2012 | Melhor som (comédia) | Roman Chimienti | Venceu    |